# Amfidie
Amfidie, inaczej narządy boczne - narządy umiejscowione z przodu i po bokach ciała nicieni (Nematoda), pełniące funkcję chemoreceptorową. Spotykane u wolnożyjących form.
Mogą być w formie:
- Pęcherzykowatych zagłębień w naskórku, otwierających się szeroko na zewnątrz.
- Prostych kanałów (lub poskręcanych) z wąskimi ujściami.

Wewnątrz są struktury receptorowe, a do ich dolnych części dochodzą nerwy pierścienia głowowego i przylegają gruczoły.